# Thibetia honei
Thibetia honei is een vlinder uit de familie van de pijlstaarten (Sphingidae). De wetenschappelijke naam van de soort is voor het eerst geldig gepubliceerd in 1937 door Rudolf Mell.